# التندراف، آپر پلاتینیت
التندراف، آپر پلاتینیت (به آلمانی: Altendorf, Upper Palatinate) یک شهر در آلمان است که در بایرن واقع شده‌است.

## خصوصیات
التندراف ۲۳٫۱۶ کیلومترمربع مساحت دارد ۳۶۸-۵۷۳ متر بالاتر از سطح دریا واقع شده‌است.